# YY Андромеды
YY Андромеды (лат. YY Andromedae) — одиночная переменная звезда в созвездии Андромеды на расстоянии (вычисленном из значения параллакса) приблизительно 9818 световых лет (около 3010 парсеков) от Солнца. Видимая звёздная величина звезды — от менее +15,2m до +11,9m.

## Характеристики
YY Андромеды — красная пульсирующая переменная звезда, мирида (M) спектрального класса Me. Эффективная температура — около 3295 K.